# ノエリア・ガルシア
ノエリア・ガルシア（Noelia Garcia 1982年 - ）は、フランス人スーパーモデル。
クライアントにはエールフランス、ロレアルといった一流企業の名がある。
また熱心な純潔運動家・プロライフ運動家としても知られており、自らキリスト教系プロライフ団体Le Treve de Dieuのメンバーとして活動し、妊娠中絶クリニックに対する反対運動も行っている。